# Колония маготов на Гибралтаре

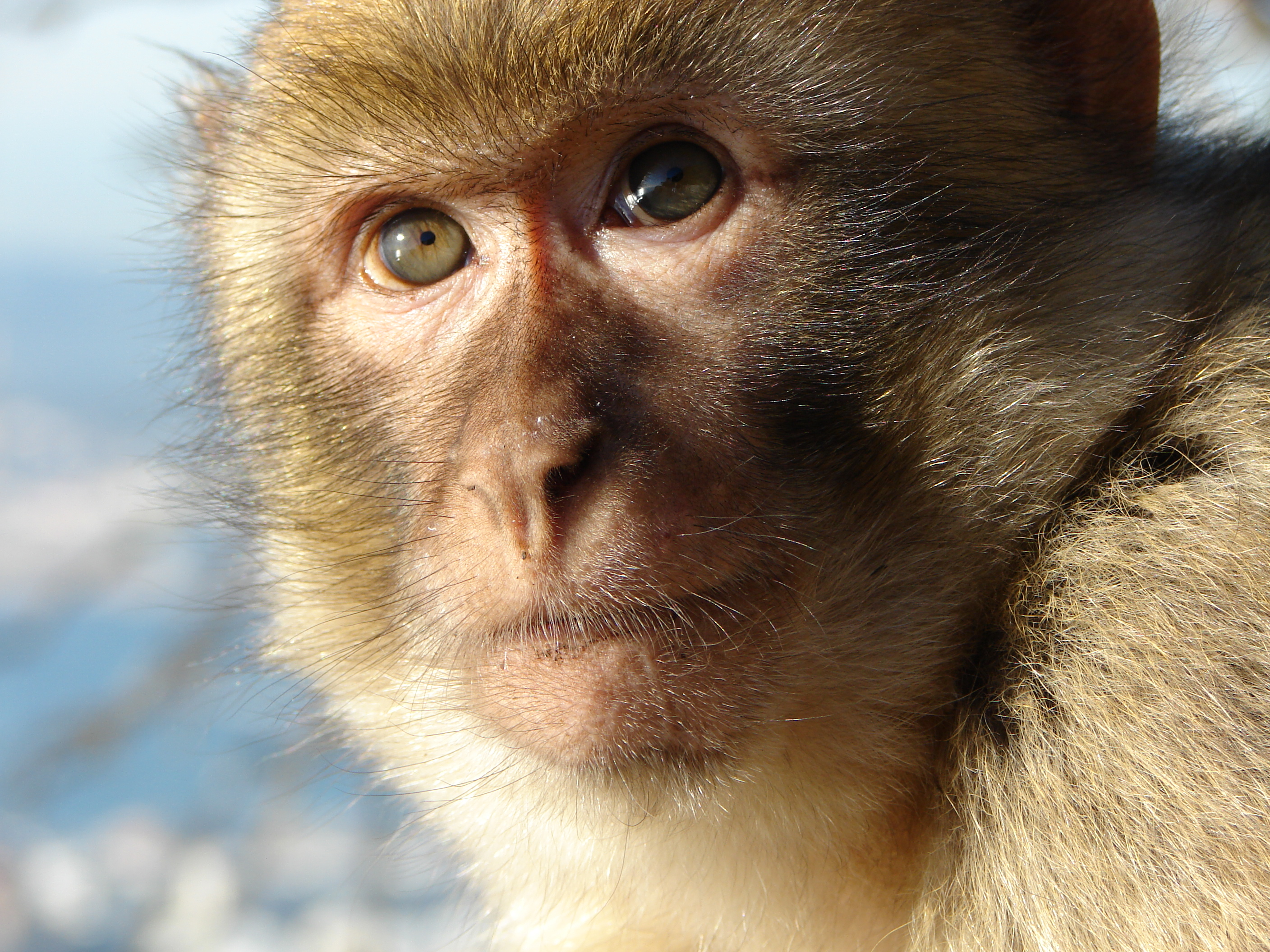
Гибралтарский магот, 2007 год

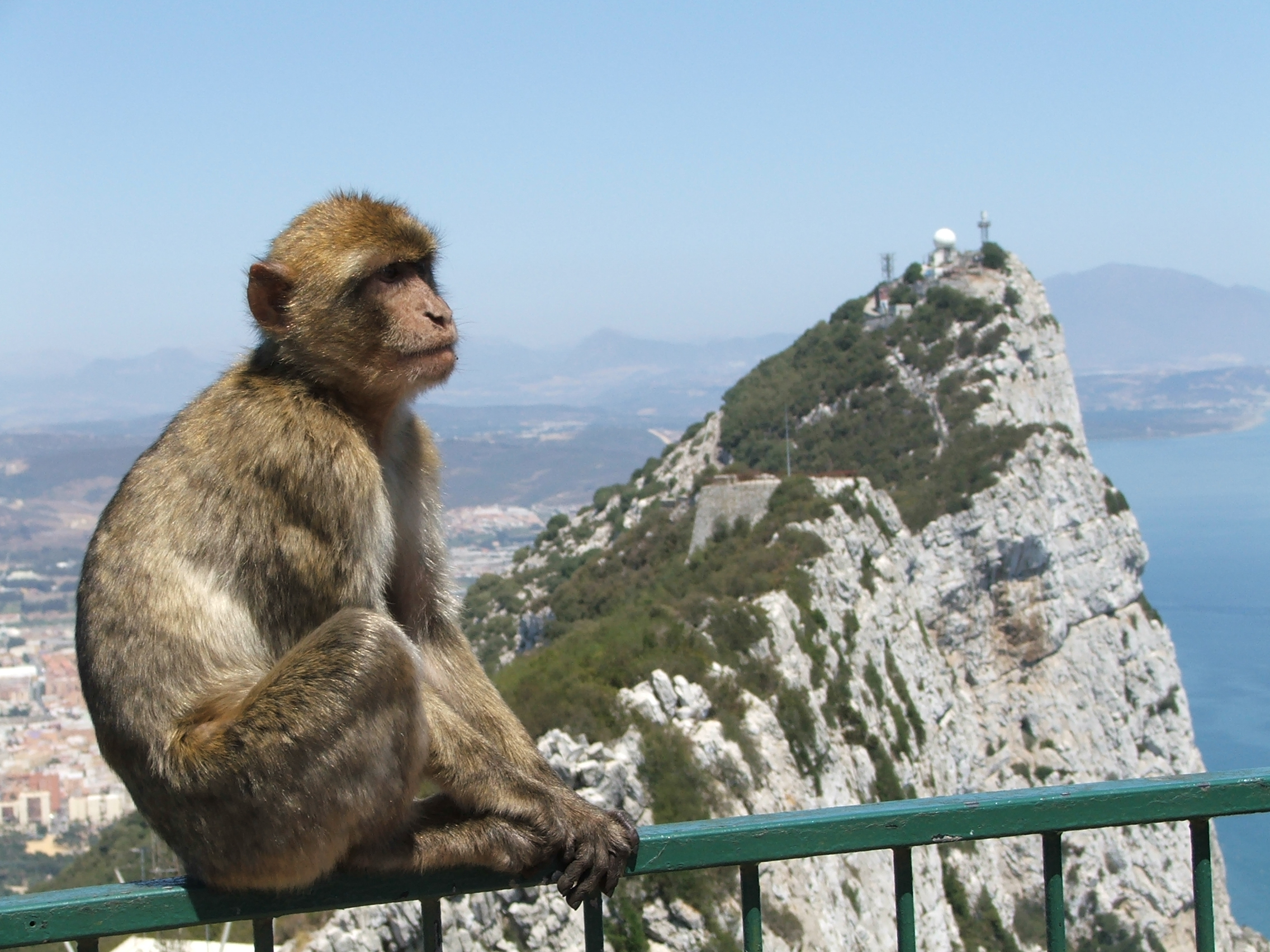
Магот на фоне Гибралтарской скалы

Колония маготов на Гибралтаре — единственная на всей территории Европы колония живущих в дикой природе обезьян, причём, в отличие от колоний в Северной Африке, процветающая. В настоящее время насчитывается в пяти стаях на Гибралтарской скале около 300 животных, хотя случайные набеги многочисленных групп приматов на город могут приводить к причинению ущерба жителям страны, в частности к повреждению личного имущества. Кроме того, три самки магота живут в парке дикой природы Аламеда в Гибралтаре. Местные жители называют их просто Monos (то есть обезьяны) на испанском или на янито (местном разговорном языке), либо Barbary ape (с англ. — «берберская обезьяна») или rock ape (с англ. — «скальная обезьяна»).
Гибралтарский магот считается неофициальным национальным животным Гибралтара.

## Происхождение
Все гибралтарские маготы происходят от североафриканских колоний этих обезьян. Доказательства, полученные с помощью анализа ДНК, однозначно подтвердили, что существующее население колонии маготов имеет относительно недавнее алжирское и марокканское происхождение. Никакие следы «третьего источника» в их ДНК, а именно — древней, больше не существующей иберийской популяции, — найдены не были. Более ранняя теория, ныне опровергнутая исследованием ДНК, состояла в том, что изначально гибралтарские маготы были остатком от популяции, которая распространилась всюду по Южной Европе во время плиоцена до примерно 5,5 миллиона лет назад.
В любом случае их присутствие было зарегистрировано на Гибралтарской скале до того, как её захватили британцы в 1704 году. Вероятнее всего, маготов завезли сюда мавры (контролировавшие Иберию или её части, включая Испанию и Португалию, между 711 и 1492 годами), которые держали их как домашних животных.

## Военная помощь
Гибралтарская колония маготов находилась под присмотром британского Королевского военно-морского флота с 1855 года, а с 1915 до 1991 года — на попечении Гибралтарского полка. Военные тщательно управляли колонией, первоначально состоявшей из единственной стаи. Был назначен чиновник, которому вменялось в обязанности обеспечивать их благополучие, и в бюджет включили продовольственное пособие для обезьян в виде фруктов, овощей и орехов. Информация о приплоде публиковалась в официальной газете, и каждому новорождённому детёнышу давали имя. Нередко их называли в честь губернаторов, бригадных генералов и высокопоставленных чиновников. Любая больная или травмированная обезьяна помещалась в Королевскую военно-морскую больницу и получала такой же уход, как и рядовой армии. После вывода войск британского гарнизона правительство Гибралтара взяло на себя ответственность за обезьян.

## Объект туризма

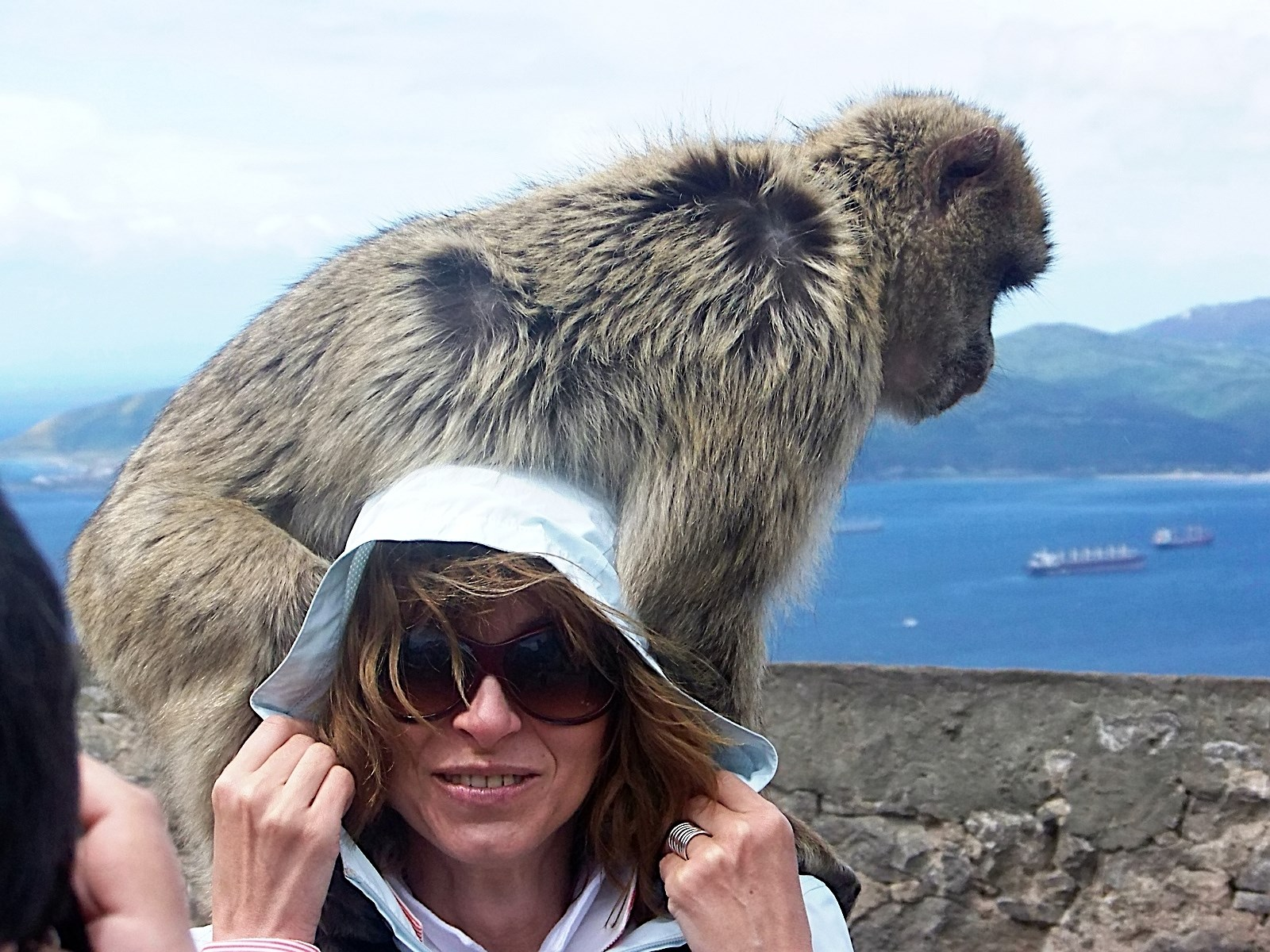
Несмотря на то, что гибралтарские маготы являются туристической достопримечательностью, прямой контакт с ними, как на этой фотографии, не рекомендуется

Гибралтарские маготы, как полагают многие, являются главной достопримечательностью в Гибралтаре. Из пяти стай наибольшей популярностью пользуется живущая у Ворот Королевы в Логове Обезьян, где приматы подпускают к себе посетителей особенно близко. Обезьяны часто сами подходят к людям, а иногда запрыгивают им на плечи, поскольку привыкли к взаимодействию с туристами. Однако они всё же остаются дикими животными и могут укусить человека, если будут испуганы или раздражены.
Контакт маготов с большим количеством туристов нарушил целостность их социальных групп, а также привёл к нежелательным изменением в образе жизни. Становясь зависимыми от людей, бесхвостые макаки повадились добывать продовольствие в городе, где их набеги причиняли ущерб зданиям, одежде людей, транспортным средствам. Поэтому кормление маготов в Гибралтаре является теперь преступлением, наказуемым согласно закону. Любой, кого уличили в кормлении обезьян, подвергается штрафу на сумму до 500 фунтов стерлингов.

## Контроль
Контроль над обезьянами в настоящее время осуществляет Гибралтарское общество орнитологии и естествознания (GONHS — Gibraltar Ornithological & Natural History Society), а ветеринарная экспертиза обеспечивается Гибралтарской ветеринарной клиникой (GVC). Маготам ежедневно поставляют пресную воду, а также овощи, фрукты и семена как дополнение к доступным им естественным пищевым ресурсам (листья, маслины, корни, семена и цветы). Животных ловят на регулярной основе, чтобы проверить их состояние здоровья, провести измерения, взвешивание. Наконец, обезьянам делают татуировки с номерами и внедряют микрочипы как средство идентификации. Но татуировки — не единственный способ опознать отдельных маготов; у многих из них есть особые приметы (шрамы или пятна), которые могут использоваться в качестве отличительных признаков. Всех особей фотографируют, и изображения каталогизируются с учётом их особенностей. Каталогизацию выполняет GONHS. Эта организация также проводит совместные исследования с Научным институтом Университета Рабата-Агдала (Марокко), Университетом Нотр-Дам (Индиана, США), Университетом Вены (Австрия), Немецким центром приматов (Deutsches Primatenzentrum) в Геттингене и Университетом Цюриха (Швейцария).
Каждый год проводится перепись, чтобы обеспечить получение данных о динамике численности животных и контролировать репродуктивные успехи колонии. Эти демографические данные важны как для управления колонией в целом, так и в случаях, когда дело доходит до пункта регулирования рождаемости у выбранных маготов. Так как самки маготов отличаются высокой фертильностью, численность гибратарской популяции устойчиво увеличивается, на что, в свою очередь, оказывает давление ограниченная среда их обитания. Ограничение рождаемости в связи с этим — основная часть эффективного управления местной популяцией обезьян.

## Легенды
Поверье утверждает, что пока колония маготов существует на Гибралтаре, территория будет находиться под британским правлением. К 1880-м годам число обезьян сократилось до трёх, после чего «сир Вильям Кодрингтон, боясь, что они совершенно вымрут, привез из Тайгера еще трех или четырех, и с тех пор он размножились до упомянутого количества».
В 1942 году (во время Второй мировой войны), после того как популяция сократилась до всего нескольких особей (осталось семь обезьян), премьер-министр Великобритании сэр Уинстон Черчилль распорядился, чтобы их численность немедленно была пополнена за счёт лесных маготов из Марокко и Алжира, в связи с этим поверьем. В 1953 году британской компанией GB Instructional Films был снят приключенческо-патриотический фильм  «The Clue of the Missing Ape» («Разгадка гибели обезьян»), по сюжету которого некая международная группа злоумышленников предпринимает попытки уничтожить популяцию маготов, а отважный кадет Королевского военно-морского флота Великобритании ведёт с ними борьбу при содействии своей местной знакомой и противостоит этим преступным планам. 
Согласно другой легенде, Гибралтар якобы связан с африканскими Геркулесовыми пещерами подземным ходом длиной более 24 километров, начинающимся в нижней части пещеры Св. Михаила (крупнейшей из более чем ста пещер Гибралтарской скалы) и пролегающим под Гибралтарским проливом. Утверждается, будто бы маготы попали в Гибралтар из Марокко именно таким путём.